# Wildest Dreams
Wildest Dreams je osmi studijski album američke pjevačice Tine Turner. 

## Popis pjesama
1. "Do What You Do" - 4:23
2. "Whatever You Want" - 4:52
3. "Missing You" - 4:36
4. "On Silent Wings" (sa Stingom) - 6:12
5. "Thief of Hearts" - 4:05
6. "In Your Wildest Dreams" (s Antoniom Banderasom) - 5:33
7. "GoldenEye" (Single edit) - 3:27
8. "Confidential" - 4:39
9. "Something Beautiful Remains" - 4:20
10. "All Kinds of People" - 4:43
11. "Unfinished Sympathy" - 4:30
12. "Dancing in My Dreams" - 6:45
13. "Love is a Beautiful Thing" (dodatna pjesma na izdanju za Japan) - 3:45

Dodatne pjesme na bonus "Special Tour Edition" CD-u
1. "In Your Wildest Dreams" (s Barryjem Whiteom) (Single edit) - 3:48
2. "Something Beautiful Remains" (Joe Urban remix edit) - 4:00
3. "The Difference Between Us" - 4:32
4. "River Deep – Mountain High" (uživo u Amsterdamu 1996.) - 3:59
5. "We Don't Need Another Hero (Thunderdome)" (uživo u Amsterdamu 1996.) - 6:04
6. "Private Dancer" (uživo u Amsterdamu 1996.) - 9:01
7. "Steamy Windows" (uživo u Amsterdamu 1996.) - 3:37
8. "The Best" (uživo u Amsterdamu 1996.) - 7:13
9. "On Silent Wings" (uživo u Amsterdamu 1996.) - 5:27